# Oberstudiendirektor
Oberstudiendirektor (OStD) ist eine Amtsbezeichnung für Beamte im höheren Schuldienst in Deutschland. Die Amtsinhaber sind in Besoldungsgruppe A 16 eingruppiert.  
Der Oberstudiendirektor stellt im Schuldienst an Gymnasien, Gesamtschulen, berufsbildende Schulen und Studienseminaren das dritte und höchste Beförderungsamt nach der Ernennung zum Studienrat dar. Das erste Beförderungsamt ist Oberstudienrat, das zweite Studiendirektor. Traditionell ist ein OStD der Leiter eines Gymnasiums.

## Beförderung und Bewerbung
Die Beförderung zum Oberstudiendirektor ist, von wenigen Ausnahmen abgesehen, mit der Bestellung zum Schulleiter einer Schule mit einer bestimmten Mindestgröße oder zum Leiter eines Studienseminars für das Lehramt an Gymnasien bzw. berufsbildenden Schulen verbunden. Die Bewerber sollen vertiefte Erfahrungen auf der Leitungsebene im Schulbereich, etwa als ständiger Vertreter des Schulleiters, Fachabteilungsleiter einer Schule oder Schulaufsichtsbeamter, z. B. als Fachberater, gesammelt haben. Formal können sich aber alle Lehrer der Besoldungsgruppen A 13, A 14 und A 15 bewerben. Im Falle einer Auswahl aus den unteren Besoldungsgruppen gibt es aber keine Sprungbeförderung nach A 16, sondern es wird nacheinander aufsteigend jedes Beförderungsamt mit seinen entsprechenden Wartezeiten durchlaufen. Eine Ausnahme bildet das Bundesland Sachsen-Anhalt, welches Sprungbeförderungen zulässt.
Die Stellen für Oberstudiendirektoren werden, wie alle Stellen, ausgeschrieben. Die Bewerber müssen sich im Bewerbungsverfahren für diese Stelle nach Eignung, Leistung und Befähigung gemäß Artikel 33 des Grundgesetzes qualifizieren. In einigen Bundesländern müssen sich die Bewerber auch dem zuständigen Schul- und Schulträgerausschuss vorstellen, der teilweise ein Vorschlagsrecht für die Besetzung der Stelle hat. Die endgültige Entscheidung über die Besetzung der Stelle trifft der Dienstvorgesetzte, in einigen Ländern ist auch die Zustimmung des Schulträgers nötig.

## Leitende Oberstudiendirektoren in Bayern
Die bayerische Schulaufsicht kennt zudem den Leitenden Oberstudiendirektor (in Besoldungsgruppe B 3) als Ministerialbeauftragten (MB) eines Regierungsbezirks. Die Amtsinhaber fungieren gleichzeitig als Schulleiter eines Gymnasiums und als für die Gymnasien eines Regierungsbezirks zuständige Schulaufsichtsbeamte. Entsprechende Funktionen gibt es auch für die anderen Schularten (Leitende Realschulrektoren etc.).